# Danthonia cirrata
Danthonia cirrata là một loài thực vật có hoa trong họ Hòa thảo. Loài này được Hack. & Arechav. mô tả khoa học đầu tiên năm 1896.